# Santa Comba (Lobera)
Santa Comba (llamada oficialmente San Trocado de Santa Comba) es una parroquia del municipio español de Lobera, en la provincia de Orense, Galicia.

## Toponimia
La parroquia también es conocida por el nombre de San Torcuato de Santa Comba.

## Organización territorial
La parroquia está formada por dos entidades de población:
- Chaos
- Fradalvite

## Demografía
| Gráfica de evolución demográfica de Santa Comba entre 2000 y 2022 |
|                                                                   |
| Datos según el nomenclátor publicado por el INE.                  |